# Біурет
Біурет (англ. biuret) — органічна сполука. Належіть до амідів алофанової кислоти.

## Отримання
Утворюється під час піролізу сечовини при температурі вище температури її плавлення з виділенням аміаку.

Також під час піролізу утворюється незначна кількість триурету та меламіну.

## Властивості
Прозорі кристали, що погано розчиняються у воді при кімнатній температурі, але добре у гарячій воді.
При нагріванні вище від температури плавлення перетворюється на меламін і ціанурову кислоту. Токсично діє на рослини, через те є небажаним у сечовині. Вже у незначній кількості у землі призводить до хлорозу. Дозволяється використання сечовини з вмістом біурету не більш ніж 3%.

## Використання
Біуретова реакція — реакція на виявлення білків.